# Zealanapis conica
Espèce
Synonymes
- Chasmocephalon conicum Forster, 1951

Zealanapis conica est une espèce d'araignées aranéomorphes de la famille des Anapidae.

## Distribution
Cette espèce est endémique de Nouvelle-Zélande. Elle se rencontre dans les régions de Southland, d'Otago et de West Coast.

## Description
Le mâle décrit par Platnick et Forster en 1989 mesure 1,06 mm et la femelle 0,91 mm.

## Publication originale
- Forster, 1951 : New Zealand spiders of the family Symphytognathidae. Records of the Canterbury Museum, vol. 5, no 5, p. 231-244.